# Eamon Martin
Eamon Martin, né le 30 octobre 1961 à Derry, est un prélat irlandais, archevêque d'Armagh depuis le 8 septembre 2014.

## Biographie
Eamon Martin est né le 30 octobre 1961 dans la ville de Derry en Irlande du Nord. Ses deux parents sont tous les deux originaires du comté de Donegal en Irlande. Il a six sœurs et cinq frères. Il grandit dans le quartier de Pennyburn et étudie au St Columb's College (en) de Derry.

### Formation
Il entre ensuite à l'université pontificale du St Patrick's College de Maynooth qui est le séminaire national d'Irlande. Il y obtient un baccalauréat universitaire ès sciences (BSc) en mathématiques et un baccalauréat ès divinité (BD) en théologie.

### Principaux ministères
Il est ordonné prêtre catholique le 28 juin 1987 pour le diocèse de Derry et nommé vicaire de la cathédrale Saint-Eugène de Derry. Entre 1989 et 1990, il étudie à l'université Queen's de Belfast pour obtenir un Postgraduate certificate in education qui lui permet d'enseigner. Il revient ensuite dans son diocèse d'origine en tant que professeur de mathématiques et de religion au St Columb's College (en) de Derry qu'il a fréquenté en tant qu'étudiant. Pendant l'année 1998-1999, il étudie au St Edmund's College de l'université de Cambridge et y obtient un Master of Philosophy en développement scolaire. En mai 2000 il devient président du St Columb's College. Il conservera ce poste jusqu'à sa nomination en 2008 comme secrétaire général de la Conférence des évêques catholiques irlandais. En 2010 il est nommé vicaire-général du diocèse de Derry. Il est nommé au titre honorifique de Chapelain de Sa Sainteté le 18 novembre 2010. À la suite de la démission de l'évêque Séamus Hegarty (en) le 23 novembre 2011, il est élu administrateur diocésain du diocèse de Derry, deux jours plus tard.[réf. souhaitée]
Monseigneur Martin est le directeur du conseil national pour la sauvegarde des enfants (National Board for Safeguarding Children in the Catholic Church of Ireland) qui s'occupe de l'accompagnement et de la prévention autour des cas d'abus sexuels sur mineurs.

### Archevêque
Le 18 janvier 2013 il est nommé par le pape Benoît XVI archevêque-coadjuteur d'Armagh pour succéder au cardinal Sean Baptist Brady qui devra présenter sa démission au pape à la date de son 75e anniversaire le 16 août 2014. Il est ordonné évêque le 21 avril 2013 en la cathédrale Saint-Patrick d'Armagh par le cardinal Brady assisté de Charles John Brown, nonce apostolique en Irlande (en), et de Gerard Clifford (en), évêque auxiliaire d'Armagh. 
Il choisit comme devise épiscopale l'expression « Cantate Canticum Novum » que l'on retrouve à plusieurs reprises dans l'Ancien Testament.
Le 8 septembre 2014, le pape François accepte la démission du cardinal Sean Baptist Brady, et Eamon Martin devient donc l'archevêque d'Armagh et de ce fait, primat de toute l'Irlande.

## Déclarations
Monseigneur Martin a déclaré peu après l'annonce de sa nomination comme archevêque-coadjuteur : « Je suis très conscient de la confiance que m'a témoignée le Saint Père, mais en vérité je dois admettre que je n'ai accepté son appel qu'avec grande nervosité et appréhension. »
Concernant les problèmes que l'Église d'Irlande a connus avec la pédophilie, il a déclaré le 18 janvier 2013 : « L'un des défis les plus importants auxquels notre Église doit faire face est d'accepter, vivre avec et apprendre du passé en incluant le terrible traumatisme causé par ces abus. »

## Succession apostolique
Eamon Martin a ordonné les évêques suivants :
- Évêque Alan McGuckian, S.I. (2017)
- Évêque Thomas Deenihan (en) (2018)
- Évêque Lawrence Duffy (en) (2019)
- Évêque Michael Router (en) (2019)
- Évêque Martin Hayes (en) (2020)
- Évêque Paul Connell (en) (2023)